# Burwell C. Ritter

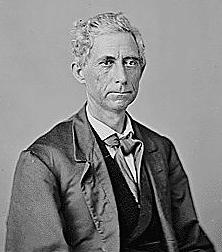
Burwell C. Ritter

Burwell Clark Ritter (* 6. Januar 1810 bei Russellville, Barren County, Kentucky; † 1. Oktober 1880 in Hopkinsville, Kentucky) war ein US-amerikanischer Politiker. Zwischen 1865 und 1867 vertrat er den Bundesstaat Kentucky im US-Repräsentantenhaus.

## Werdegang
Burwell Ritter genoss nur eine eingeschränkte Schulausbildung. Später wurde er Mitglied der Demokratischen Partei. Zwischen 1842 und 1850 war er Abgeordneter im Repräsentantenhaus von Kentucky. Bei den Kongresswahlen des Jahres 1864 wurde er im zweiten Wahlbezirk von Kentucky in das US-Repräsentantenhaus in Washington, D.C. gewählt, wo er am 4. März 1865 die Nachfolge von George Helm Yeaman antrat. Da er im Jahr 1866 auf eine erneute Kandidatur verzichtete, konnte er bis zum 3. März 1867 nur eine Legislaturperiode im Kongress absolvieren. In dieser Zeit endete der Bürgerkrieg. Außerdem wurde der 13. Verfassungszusatz verabschiedet, der die Sklaverei verbot. Seit 1865 war die Arbeit des Kongresses von den Spannungen zwischen der Republikanischen Partei und Präsident Andrew Johnson überschattet, die in einem nur knapp gescheiterten Amtsenthebungsverfahren gipfelten.
Nach dem Ende seiner Zeit im US-Repräsentantenhaus betätigte sich Burwell Ritter in der Landwirtschaft. Er starb am 1. Oktober 1880 in Hopkinsville, wo er auch beigesetzt wurde. Sein Neffe Walter Evans (1842–1923) vertrat den Staat Kentucky zwischen 1895 und 1899 ebenfalls im Kongress.